# Scuola dei Morti
La Scuola dei Morti (école des Morts) abritait une école de dévotion et de charité  de Venise. Elle est située campiello Flangini dans le sestiere de Cannaregio.

## Historique
La Scuola dei Morti est aujourd'hui connue pour sa façade sur le Grand Canal dans le quartier de Cannaregio Venise. L'édifice du XVIIe siècle a été détruit par un bombardement autrichien en 1849 puis reconstruit avec des modifications.
Le bâtiment d'origine servait de scuola Santa Veronica au rez-de-chaussée et de Suffragio dei Morti à l'étage.